# Arthur Loveridge
Arthur Loveridge (Penarth, 28 mei 1891 – Sint-Helena, 16 februari 1980) was een Britse bioloog en herpetoloog. Hij beschreef de dierenwereld in Oost-Afrika en publiceerde een veelheid van nieuwe beschrijvingen van onder andere reptielen en gaf deze een wetenschappelijke naam.

## Biografie
Van kinds af aan was hij geïnteresseerd in natuurlijke historie. Na school deed hij aanvankelijk twee jaar een stage als zakenman in zijn familiale omgeving. Daarna volgde hij een eenjarige opleiding bij William Newton Parker (1857-1923) aan het University College of South Wales. Dit werd gevolgd door een periode van zes maanden als assistent in het Manchester Museum. In 1911 volgde een assistentschap bij het National Museum of Wales. Hier organiseerde hij tijdelijke tentoonstellingen en creëerde hij een 23.000 index bestaande uit kaarten, met bijbehorende collector's items. In 1914 werd Loveridge conservator van het nieuw opgerichte British East Africa Museum in Nairobi, Kenia (tegenwoordig: onderdeel van de National Museums of Kenya). Ondanks zijn jonge leeftijd vermeldde hij in zijn aanvraag met trots dat hij meer dan 300 containers met tentoonstellingen over natuurlijke historie en antropologie bezit, en meer dan 250 potten formaline/alcohol waarin hij reptielen houdt. Hij verklaarde ook dat hij de voorbereidingstechnieken onder de knie had en beschreef zijn complexe systeem in een catalogus van 80 pagina's.
Tijdens de Eerste Wereldoorlog diende Loveridge drie jaar bij de East Africa Rifles in Tanganyika. Na het voltooien van zijn dienst werd hij gestationeerd in Lumbo, Mozambique. Na de oorlog werkte hij een paar jaar als assistent jachtopziener in Tanganyika. In deze taak verzamelde hij veel natuurhistorische exemplaren. Tussen 1920 en 1925 publiceerde hij talrijke wetenschappelijke artikelen over reptielen en amfibieën in de Proceedings of the Zoological Society of London.
In 1924 ging hij naar de Verenigde Staten en werd lid van de afdeling herpetologie aan de Harvard University onder leiding van Thomas Barbour. In 1927 werd hij conservator van het Museum voor Vergelijkende Dierkunde (MCZ). In vijf expedities naar Oost-Afrika verzamelde hij voor de MCZ, bij voorkeur in groenblijvende bossen, zoals in 1926-1927 in de bergen van Uluguru en Usambara, in 1929-1930 in de zuidwestelijke plateaus van Tanganyika, in 1933-1934 in Kenia en Oost-Oeganda, in 1938-1939 in Kenia, Tanzania en Oeganda, en in 1948 en 1949 in de provincie Malawi en Tete. Verslagen over deze expedities verschenen in het Bulletin of the Museum of Comparative Zoology at Harvard College. Hij beschreef voor het eerst 70 soorten reptielen.
Tussen 1936 en 1958 deed hij taxonomisch werk aan vele Afrikaanse geslachten en families. Dus begon hij met het geslacht Cnemaspis tot aan verschillende geslachten van adders. Omdat veel van zijn studies samenvielen met de Tweede Wereldoorlog, had hij helaas geen toegang tot exemplaren van sommige Europese en Afrikaanse musea. Een andere belangrijke publicatie kort voor zijn pensionering was Checklist of the reptiles and amphibians of East Africa in 1957. Tussen 1913 en 1962 publiceerde Loveridge ongeveer 180 herpetologische werken.
In juni 1957 verliet hij de MCS en bracht zijn pensioen door op St. Helena. Desondanks bleef hij communiceren met tal van wetenschappers. Hij inspireerde veel van zijn studenten met populaire wetenschappelijke publicaties zoals Many Happy Days I've Squandered en I Drank the Zambezi. Carrière
In 1924 ging hij naar de Verenigde Staten en werd medewerker bij de herpetologische sectie van de Harvard-universiteit. In 1927 werd hij conservator aan de universiteit. In de daaropvolgende jaren nam hij deel aan meerdere expedities naar Tanzania en Malawi. Hij beschreef 70 soorten reptielen.

## Privéleven en overlijden
In 1929 trouwde hij met Mary Victoria Sloane in Mombasa, die in juni 1972 overleed. Uit het huwelijk werd zoon Brian geboren. In 1957 verliet hij de Harvard-universiteit en bracht zijn pensioen door op Sint Helena, waar hij overleed op 16 februari 1980 op 88-jarige leeftijd.

## Naamgevingen
De volgende reptielensoorten werden naar hem benoemd:
- Afroedura loveridgei  (Broadley, 1963)
- Anolis loveridgei  Schmidt,1936
- Atractus loveridgei  Amaral, 1930
- Elapsoidea loveridgei  Parker, 1949
- Emoia loveridgei  Brown, 1953
- Melanoseps loveridgei  Brygoo & Roux-Estève, 1982
- Typhlops loveridgei  Constable, 1949

Ernst Hartert had aan hem in 1922 de wetenschappelijke naam Cinnyris loveridgei (Loveridges honingzuiger) gewijd, de man die het type exemplaar verzameld had. 
- Gemeinsame Normdatei: 1055236155
- International Standard Name Identifier: 0000 0000 8087 3573
- Library of Congress Control Number: no95015890
- Nationale Bibliotheek van Tsjechië: mzk2010578202
- Nationale Bibliotheek van Israël: 987007392464605171
- Nederlandse Thesaurus van Auteursnamen: 074287648
- PIC: 274720
- SNAC: w61v8qk3
- Système universitaire de documentation: 100503365
- Virtual International Authority File: 7760208
- WorldCat: E39PBJkp944bQrFKhFWP9pHXBP